# Gonbach (Alsenz)
Der Gonbach ist ein etwa drei Kilometer langer, rechter Nebenfluss der Alsenz.

## Verlauf
Der Gonbach entspringt am östlichen Ortsrand der Gemeinde Gonbach und fließt zunächst in Richtung Norden. Er verläuft dabei durchgehend im Grenzgebiet von Pfälzerwald und Nordpfälzer Bergland. Nach anderthalb Kilometern erreicht er die Gemarkung von Winnweiler und einen halben Kilometer weiter ändert er seine Fließrichtung nach Westen. Anschließend unterquert er die Bundesautobahn 63, um innerhalb des Ortsteils Alsenbrück-Langmeil in die Alsenz zu münden. Auf seiner gesamten Länge befindet sich der Gonbach auf der Gemarkung des Donnersbergkreises.